# المغرب البرتغالي
المغرب البرتغالي هو اسم كان يطلق على جزء من أراضي المغرب المحتلة عسكريا من قبل البرتغال منذ 15 أغسطس 1415 عندما تم احتلال مدينة سبتة من قبل الملك البرتغالي جواو الأول. وفي 11 مارس 1769 عندما كان آخر الحكام البرتغاليين «دينيز دي ميلو إكاسترو» والقائد العام لـ«مازاغان» بجعله للمغرب مكان آخر للبرتغاليين على الأراضي المغربية بناء على أمر من رئيس الوزراء ماركيز دي بومبال. وفي ذاك الوقت كانت مازاغان محاصرة من قبل سلطان مراكش من أجل استرجاع ما كان واقعا تحت النفود البرتغالي، ولكن المدينة مع ذلك ضلت برتغالية إلى غاية 1769، وعندها قرر ماركيز دي بومبال نقل المدينة إلى منطقة الأمازون في البرازيل، حيث تم إجلاء البرتغاليون عنها، ومن ثم رحلو إلى لشبونة ومن ثم إلى البرازيل التي أقامو بها مدينة تحمل نفس الاسم «مازاغائو» بكل تجلياتها المعمارية التي كانت لها في بلاد المغرب، وهي تتبع اليوم ولاية أمابا البرازيلية.

## الجغرافيا
تبدأ أراضي المغرب البرتغالية ببوجدور (الصحراء الغربية) بما في ذلك مدن أكادير (سانتا كروز دو كابو دي جيو البرتغالية)، الصويرة، الدار البيضاء (أنفا البرتغالية)، آسفي، الجديدة (مازاغان البرتغالية)، القنيطرة، وتليها ساحل المحيط الأطلسي من المغرب إلى سبتة، حيث كانت البرتغال مسيطرة على الملاحة، ومرورا بالبحر الأبيض المتوسط، ومضيق جبل طارق.